# Anajapígids
Els anajapígids (Anajapygidae) són una família d'hexàpodes pertanyents a l'ordre Diplura. Es distingeixen pels seus ferms cercs relativament curts, pels quals descàrrega secrecions abdominals. A diferència de la majoria dels diplurs, que són majorment depredadors, aquests són carronyers.

## Taxonomia
La família Anajapygidae conté dos gèneres, amb vuit espècies reconegudes:
- Gènere Anajapyx Silvestri, 1903
  - Anajapyx amabilis Smith, 1960
  - Anajapyx carli Pagés, 1997
  - Anajapyx guineensis Silvestri, 1938
  - Anajapyx menkei Smith, 1960
  - Anajapyx mexicanus Silvestri, 1909
  - Anajapyx stangei Smith, 1960
  - Anajapyx vesiculosus Silvestri, 1903
- Gènere Paranajapyx Pagés, 1997
  - Paranajapyx hermosus (L.Smith, 1960)